# SH3BGRL3
SH3BGRL3 (англ. SH3 domain binding glutamate rich protein like 3) – білок, який кодується однойменним геном, розташованим у людей на короткому плечі 1-ї хромосоми.  Довжина поліпептидного ланцюга білка становить 93 амінокислот, а молекулярна маса — 10 438.
| 10         |  | 20         |  | 30         |  | 40         |  | 50         |
| ---------- |  | ---------- |  | ---------- |  | ---------- |  | ---------- |
| MSGLRVYSTS |  | VTGSREIKSQ |  | QSEVTRILDG |  | KRIQYQLVDI |  | SQDNALRDEM |
| RALAGNPKAT |  | PPQIVNGDQY |  | CGDYELFVEA |  | VEQNTLQEFL |  | KLA        |

A: Аланін

C: Цистеїн

D: Аспарагінова кислота

E: Глутамінова кислота

F: Фенілаланін

G: Гліцин

I: Ізолейцин

K: Лізин

L: Лейцин

M: Метіонін

N: Аспарагін

P: Пролін

Q: Глутамін

R: Аргінін

S: Серин

T: Треонін

V: Валін

Задіяний у такому біологічному процесі як ацетиляція. 
Локалізований у цитоплазмі, ядрі.